# نویشتادت (وید)
نویشتادت (به آلمانی: Neustadt) یک شهر در آلمان است که در Neuwied واقع شده‌است. نویشتادت ۶٬۵۷۸ نفر جمعیت دارد.